# أندرو زوكرمان
أندرو زوكرمان (بالإنجليزية: Andrew Zuckerman)‏ هو مصور أمريكي، ولد في 1977 في واشنطن العاصمة في الولايات المتحدة.

## وصلات خارجية
- أندرو زوكرمان على موقع IMDb (الإنجليزية)
- أندرو زوكرمان على موقع قاعدة بيانات الفيلم (الإنجليزية)